# Асура
Асура (тур. hasır) простирка је која се прави шивењем и плетењем од листова или стабљике осушене барске биљке рогоз (шевар). Мајстори који су се бавили производњом простирки (асура) звали су се асурџије. Ове простирке су чврсте, трајне и отпорне на воду. Асуре се и данас користе као украсне простирке, завесе за терасе или као простирке за плажу. 
Облик асуре је карактеристичан за ручно прављене подметаче од дрвета и канапа. Стога личи на макису, подметач који се прави шивењем и плетењем листова или стабљике осушеног бамбуса. Принцип производње је исти, а материјал сличан.